# Arbeitslager Twilhaar
Das Arbeitslager Twilhaar (niederländisch Rijkswerkkamp Twilhaar) war ein Arbeitslager aus der Zeit des Zweiten Weltkriegs im Osten der Niederlande. Das Areal ist heute Teil des Nationalparks Sallandse Heuvelrug in der Provinz Overijssel.

## Geschichte
Das Lager wurde ursprünglich im Jahr 1940 errichtet. Erbauer waren jedoch nicht die deutschen Besatzer, sondern der niederländische Rijksdienst voor de Werkverruiming. Bei diesem handelte es sich um eine zwischen 1939 und 1945 bestehende Behörde, die die Senkung der Arbeitslosenzahlen in den Niederlanden durch die Schaffung von Arbeitsgelegenheiten zur Aufgabe hatte. In den ersten beiden Jahren waren in Twilhaar daher arbeitslose Fischer und Seeleute aus der Umgebung von Katwijk und Scheveningen untergebracht.
1942 wurde das Arbeitslager doch noch von den Besatzern übernommen, woraufhin die bisherigen Insassen das Lager verlassen mussten, um für jüdische Zwangsarbeiter Platz zu machen. Die erste Gruppe von Männern aus Groningen traf hier am 10. Juli 1942 mit dem Zug ein, später kamen auch Menschen aus Amsterdam und Tilburg hinzu. Insgesamt waren in dem Lager zu dieser Zeit 83 Personen untergebracht.
Eingesetzt wurden die Zwangsarbeiter in den Wäldern in der Umgebung von Twilhaar. Ein Arbeitstag dauerte von 7.00 Uhr bis 16.45 Uhr und bestand in der Regel aus Arbeiten wie dem Roden von Bäumen, Anlegen von Wegen oder Abtragen von Kies und Sand. Die meisten der Insassen waren an diese Art von körperlicher Arbeit nicht gewöhnt. Überwacht wurden die Arbeiten durch Mitarbeiter der niederländischen Forstbehörde Staatsbosbeheer. Am 2. Oktober 1942 wurde das Lager geräumt, die bisherigen Gefangenen mussten unter Begleitung von Soldaten der Wehrmacht zum Bahnhof von Nijverdal laufen. Von hier aus wurden sie zunächst in das Durchgangslager Westerbork verbracht, von wo aus sie weiter in die Vernichtungslager im Osten deportiert wurden. Fast alle fanden anschließend in Lagern wie Auschwitz und Sobibor den Tod.
Nach der Räumung des Arbeitslagers fanden hier zunächst Flüchtlinge aus dem Westen der Niederlande Unterschlupf, die wegen des Baus des Atlantikwalls ihre Häuser räumen mussten. Gegen Ende des Jahres 1944 legten die Deutschen in der Nähe des Lagers eine Startbahn für V1-Raketen an und erklärten das umliegende Areal zu einem Sperrgebiet, weshalb das Lager erneut verlassen werden musste. Erst Anfang 1945 konnten die bisherigen Bewohner zurückkehren. Nach der schweren Bombardierung von Nijverdal am 22. März 1945 kamen auch noch einige Einwohner des Ortes hinzu, deren Behausungen zerstört worden waren.
Im Jahr 1947 wurde das ehemalige Arbeitslager Twilhaar endgültig verlassen und anschließend demontiert. An seiner Stelle wurde ein Wald angepflanzt, der zu Ehren der ermordeten Insassen den Namen Jodenbos (zu deutsch „Judenwald“) erhielt.

## Aufbau
Das Lager bestand aus einem eingezäunten Bereich an einer Weggabelung in einem Waldgebiet westlich von Nijverdal. Das Areal besaß nur einen einzelnen Zugang hinter dem eine Kantine und ein Gebäude mit einer Küche und der Wohnung des Verwalters lagen. Direkt danach folgte ein offener Bereich, der von zwei kleineren Gebäuden mit einer Waschküche beziehungsweise einer Pumpstation sowie zwei langgestreckten Wohnbaracken umschlossen wurde. Diese Baracken waren in jeweils sechs Wohneinheiten unterteilt, in denen die Gefangenen untergebracht waren. An der dem Lagereingang gegenüberliegenden Seite befanden sich des Weiteren noch eine Latrine und eine Hütte, in der Kohle aufbewahrt wurde.

## Denkmal

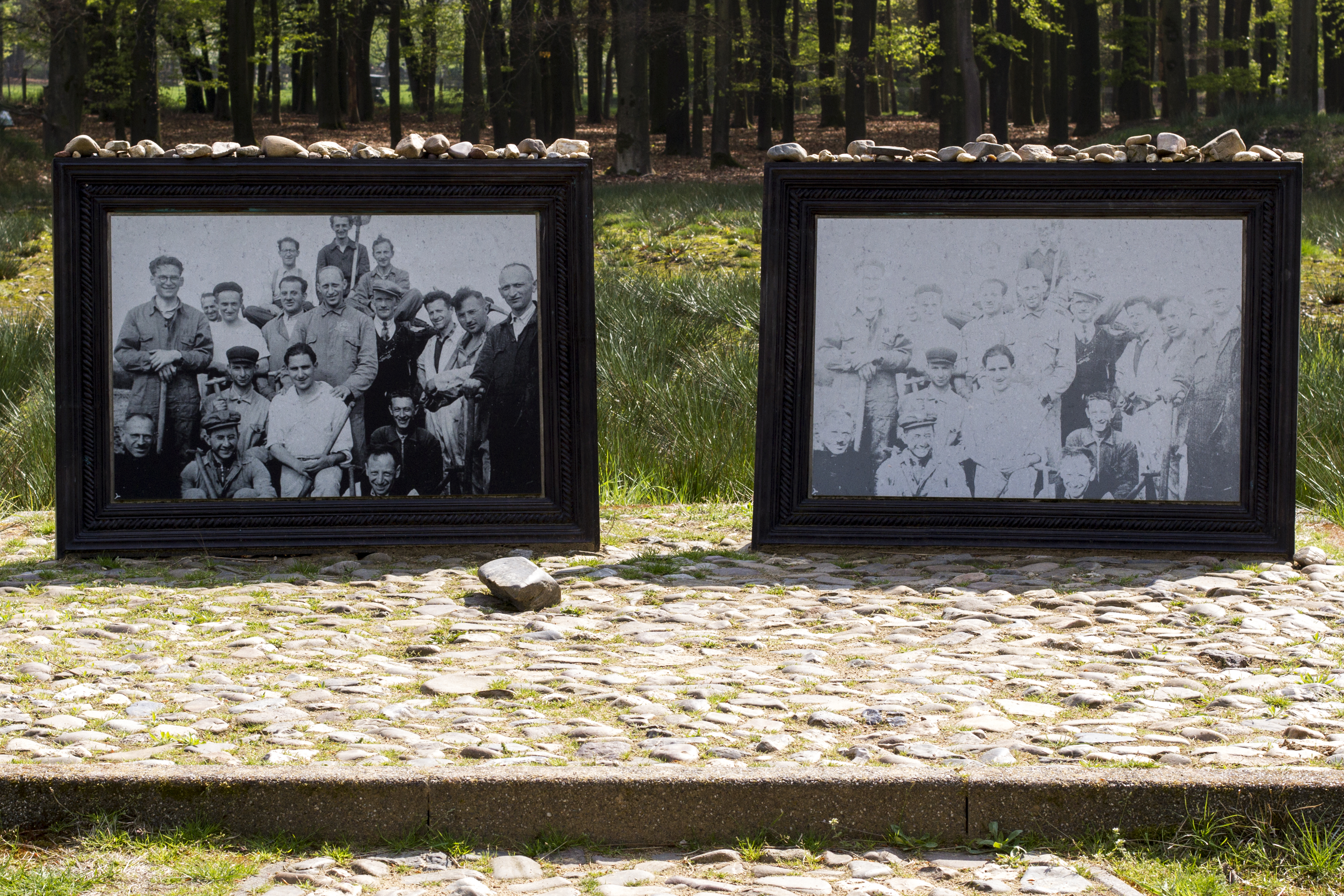
Das Twilhaar-Monument

Am 2. Oktober 2003, dem 61. Jahrestag der Deportation der jüdischen Zwangsarbeiter aus Twilhaar, wurde im Nationalpark in der Nähe von Nijverdal ein neues Monument zu Ehren dieser Männer enthüllt. Dieses Denkmal wurde durch die Künstlerin Marjolein Rensen entworfen und besteht aus zwei nebeneinander aufgestellten Betonplatten, in die jeweils ein identisches Foto einer Gruppe von ehemaligen Insassen des Lagers eingelassen ist. Während das linke der beiden scharf und gut erkennbar ist, ist das rechte absichtlich verblasst, womit die Künstlerin auf die Gefahr des Verblassens der Erinnerung an diese Männer aufmerksam machen möchte. Eine in der Nähe aufgestellte Informationstafel berichtet von der Geschichte des Lagers.